# Joan Collins
Dame Joan Henrietta Collins (Paddington, Londres, 23 de maig de 1933) és una actriu i escriptora anglesa. La seva carrera s'estén durant dècades i inclou aparicions en cinema, teatre i televisió. Després de debutar al teatre amb només 9 anys, va estudiar a l'Royal Academy of Dramatic Art (RADA) de Londres i va aparèixer en diverses pel·lícules britàniques. Amb 22 anys va iniciar una carrera a Hollywood, on va participar en diverses pel·lícules populars com The Girl in the Red Velvet Swing (1955) i Rally 'Round the Flag, Boys! (1958). Malgrat que va seguir rodant films als Estats Units i al Regne Unit durant les dècades dels 60 i 70, la seva popularitat va anar decreixent gradualment i va participar en diverses pel·lícules de terror. A finals dels 70 va aparèixer en dues pel·lícules basades en best-sellers escrits per la seva germana Jackie Collins, The Stud (1978) i The Bitch (1979).
El seu reconeixement mundial probablement arribaria amb la telenovel·la Dynasty (1982) on interpretà el popular personatge d'Alexis Carrington Colby, paper que li va fer merèixer un Globus d'Or a la millor actriu en sèrie de televisió dramàtica l'any 1982 i una nominació al Emmy a la millor actriu dramàtica.
Durant la seva carrera ha participat en més de 60 pel·lícules, 15 obres de teatre, ha treballat amb cineastes com Howard Hawks o Richard Fleischer i ha rodat juntament amb actors com Richard Burton, James Mason, Paul Newman, Robert Mitchum, Bette Davis o Bob Hope. El 1983 va rebre una estrella al Passeig de la Fama de Hollywood en reconeixement de tota la seva carrera i la reina Elisabet II del Regne Unit li va concedir l'Orde de l'Imperi Britànic. També és coneguda per la seva faceta d'escriptora, ja que ha escrit diverses novel·les i llibres de memòries dels quals se n'han venut milions d'unitats.

## Filmografia

### Cinema
| Any  | Títol                                                                       | Paper                          | Notes                                |
| ---- | --------------------------------------------------------------------------- | ------------------------------ | ------------------------------------ |
| 1951 | Facts and Fancies                                                           |                                | Curtmetratge                         |
| 1951 | Lady Godiva Rides Again                                                     | Participant concurs de bellesa | No surt als crèdits                  |
| 1952 | The Woman's Angle                                                           | Marina                         |                                      |
| 1952 | Judgment Deferred                                                           | Lil Carter                     |                                      |
| 1952 | I Believe in You                                                            | Norma Hart                     |                                      |
| 1953 | Decameron Nights                                                            | Pampinea / Maria               |                                      |
| 1953 | Cosh Boy                                                                    | Rene Collins                   |                                      |
| 1953 | Turn the Key Softly                                                         | Stella Jarvis                  |                                      |
| 1953 | The Square Ring                                                             | Frankie                        |                                      |
| 1953 | Our Girl Friday                                                             | Sadie Patch                    |                                      |
| 1954 | The Good Die Young                                                          | Mary Halsey / Mary             |                                      |
| 1955 | Terra de faraons (Land of the Pharaohs)                                     | Princesa Nellifer              |                                      |
| 1955 | The Virgin Queen                                                            | Beth Throckmorton              |                                      |
| 1955 | The Girl in the Red Velvet Swing                                            | Evelyn Nesbit Thaw             |                                      |
| 1956 | The Opposite Sex                                                            | Crystal                        |                                      |
| 1957 | Sea Wife                                                                    | Sea Wife                       |                                      |
| 1957 | The Wayward Bus                                                             | Alice Chicoy                   |                                      |
| 1957 | Island in the Sun                                                           | Jocelyn Fleury                 |                                      |
| 1957 | Stopover Tokyo                                                              | Tina Llewellyn                 |                                      |
| 1958 | The Bravados                                                                | Josefa Velarde                 |                                      |
| 1958 | Rally 'Round the Flag, Boys!                                                | Angela Hoffa                   |                                      |
| 1960 | Seven Thieves                                                               | Melanie                        |                                      |
| 1960 | Esther i el rei (Esther and the King)                                       | Esther                         |                                      |
| 1962 | The Road to Hong Kong                                                       | Diane                          |                                      |
| 1964 | Hard Time for Princes                                                       | Jane                           |                                      |
| 1968 | Subterfuge                                                                  | Anne Langley                   |                                      |
| 1969 | Can Heironymus Merkin Ever Forget Mercy Humppe and Find True Happiness?     | Polyester Poontang             |                                      |
| 1969 | Si avui és dimarts, això és Bèlgica (If It's Tuesday, This Must Be Belgium) | Noia de la vorera              | Cameo                                |
| 1969 | L'amore breve                                                               | Roberta                        |                                      |
| 1970 | L'executor (The Executioner)                                                | Sarah Booth                    |                                      |
| 1970 | Up in the Cellar                                                            | Pat Camber                     |                                      |
| 1971 | Revenge                                                                     | Carol Radford                  |                                      |
| 1971 | Quest for Love                                                              | Ottilie / Tracy Fletcher       |                                      |
| 1972 | Tales from the Crypt                                                        | Joanne Clayton                 | Segment: "And All Through The House" |
| 1972 | Fear in the Night                                                           | Molly Carmichael               |                                      |
| 1973 | Dark Places                                                                 | Sarah Mandeville               |                                      |
| 1973 | Tales That Witness Madness                                                  | Bella Thompson                 | Segment: "Mel"                       |
| 1974 | L'arbitro                                                                   | Elena Sperani                  |                                      |
| 1975 | No vull néixer (I Don't Want to Be Born)                                    | Lucy Carlesi                   |                                      |
| 1975 | Il richiamo del lupo                                                        | Sonia Kendall                  |                                      |
| 1976 | Alfie Darling                                                               | Fay                            |                                      |
| 1976 | The Bawdy Adventures of Tom Jones                                           | Black Bess                     |                                      |
| 1976 | Il pomicione                                                                |                                |                                      |
| 1977 | L'imperi de les formigues (Empire of the Ants)                              | Marilyn Fryser                 |                                      |
| 1978 | Fearless                                                                    | Brigitte                       |                                      |
| 1978 | La gran dormida (The Big Sleep)                                             | Agnes Lozelle                  |                                      |
| 1978 | Zero to Sixty                                                               | Gloria Martine                 |                                      |
| 1978 | The Stud                                                                    | Fontaine Khaled                |                                      |
| 1979 | Game for Vultures                                                           | Nicolle                        |                                      |
| 1979 | Sol ardent (Sunburn)                                                        | Nera                           |                                      |
| 1979 | The Bitch                                                                   | Fontaine Khaled                |                                      |
| 1982 | Homework                                                                    | Diane                          |                                      |
| 1983 | Nutcracker                                                                  | Laura Carrere                  |                                      |
| 1994 | Decadence                                                                   | Helen / Sybil                  |                                      |
| 1995 | In the Bleak Midwinter                                                      | Margaretta D'Arcy              |                                      |
| 1996 | The Line King: The Al Hirschfeld Story                                      | Ella mateixa                   |                                      |
| 1997 | Coronation Street: Viva Las Vegas!                                          | Ella mateixa                   |                                      |
| 1999 | Joseph and the Amazing Technicolor Dreamcoat                                | Mrs. Potiphar                  |                                      |
| 1999 | The Clandestine Marriage                                                    | Mrs. Heidelberg                | També productora executiva           |
| 2000 | The Flintstones in Viva Rock Vegas                                          | Pearl Slaghoople               |                                      |
| 2004 | Alice in Glamourland                                                        | Susan                          |                                      |
| 2006 | Ozzie                                                                       | Max Happy                      |                                      |
| 2007 | Le Cirque: A Table in Heaven                                                | Ella mateixa                   |                                      |
| 2008 | Valentino: The Last Emperor                                                 | Ella mateixa                   |                                      |
| 2010 | Fetish                                                                      | Francesca Vonn                 | Curtmetratge                         |
| 2013 | Saving Santa                                                                | Vera Baddington                | Veu                                  |
| 2014 | Molly Moon: The Incredible Hypnotist                                        | Mare de Nockman                |                                      |
| 2015 | The Time of Their Lives                                                     | Helen                          |                                      |

## Premis i nominacions

### Premis
- 1983: Globus d'Or a la millor actriu en sèrie de televisió dramàtica per Dynasty

### Nominacions
- 1982: Globus d'Or a la millor actriu en sèrie de televisió dramàtica per Dynasty
- 1984: Globus d'Or a la millor actriu en sèrie de televisió dramàtica per Dynasty
- 1984: Primetime Emmy a la millor actriu en sèrie dramàtica per Dynasty
- 1985: Globus d'Or a la millor actriu en sèrie de televisió dramàtica per Dynasty
- 1986: Globus d'Or a la millor actriu en sèrie de televisió dramàtica per Dynasty
- 1987: Globus d'Or a la millor actriu en sèrie de televisió dramàtica per Dynasty